# Collin McHugh
Collin Alexander McHugh (Naperville, 19 giugno 1987) è un giocatore di baseball statunitense, lanciatore per gli Atlanta Braves della Major League Baseball (MLB).

## Inizi e Minor League
McHugh frequentò la Providence Christian Academy di Lilburn, Georgia. Ottenuto il diploma si iscrisse al Berry College di Mount Berry, vicino al capoluogo di contea Rome, e da lì fu selezionato nel 18º giro del draft amatoriale MLB del 2008, come 554a scelta assoluta, dai New York Mets. Nello stesso anno iniziò nella Appalachian League rookie con i Kingsport Mets, chiuse con 4.17 di media PGL (ERA), una salvezza su una opportunità in 12 partite di cui 8 da partente (41.0 inning). Nel 2009 giocò nella New York-Penn League singolo A breve stagione con i Brooklyn Cyclones, chiuse con 8 vittorie e 2 sconfitte, 2.76 di ERA in 14 partite tutte da partente con un incontro giocato interamente senza subire punti (75.0 inning).
Nel 2010 passò nella South Atlantic League singolo A con i Savannah Sand Gnats, chiuse con 7 vittorie e 8 sconfitte, 3.33 di ERA e una salvezza su 2 opportunità in 28 partite di cui 20 da partente (132.1 inning). Nel 2011 passò nella Florida State League singolo A avanzato con i St. Lucie Mets, finendo con una vittoria e 2 sconfitte, 6.31 di ERA e una salvezza su una opportunità in 9 partite di cui 6 da partente (35.2 inning). Successivamente giocò nella Eastern League doppio A con i Binghamton Mets, chiuse con 8 vittorie e 2 sconfitte, 2.89 di ERA e 2 salvezze su 2 opportunità in 18 partite di cui 16 da partente con un incontro giocato interamente (93.1 inning).
Nel 2012 giocò nella Eastern League con i Binghamton Mets chiudendo con 5 vittorie e 5 sconfitte, 2.41 di ERA in 12 partite tutte da partente (74.2 inning). Successivamente ritornò nei Bisons giocando 13 partite tutte da partente con 2 vittorie e 4 sconfitte, 3.42 di ERA (73.2 inning). Nel 2013 passò nella Pacific Coast League (PCL) triplo A con i Las Vegas 51s finendo con 3 vittorie e 2 sconfitte, 2.87 di ERA in 9 partite tutte da partente (53.1 inning). Successivamente giocò nella Texas League doppio A con i Tulsa Drillers finendo con una vittoria e una sconfitta, 1.38 di ERA in 2 partite da partente (13.0 inning). Infine giocò nella (PCL) con i Colorado Springs Sky Sox finendo con 2 vittorie e 2 sconfitte, 4.63 di ERA in 9 partite tutte da partente (46.2 inning).

## Major League

### New York Mets (2012-2013)
Nel 2012 firmò un contratto di un anno per 400.000 dollari con i Mets. Debuttò nella MLB il 23 agosto 2012, al Citi Field di New York contro i Colorado Rockies, lanciando per 7 inning, subendo 2 valide e nessun punto concesso..  Chiuse la stagione con nessuna vittoria e 4 sconfitte, 7.59 di ERA in 8 partite di cui 4 da partente (21.1 inning).
Prese parte nella prestagione 2013 con i Mets prima di essere assegnato ai Las Vegas 51s nella Minor League. Il 14 maggio venne promosso in prima squadra per sostituire l'infortunato Scott Atchison. L'8 giugno venne rimandato ai 51s. Il 19 dello stesso mese venne ceduto ai Colorado Rockies in scambio dell'esterno Eric Young. Con i Mets chiuse con una sconfitta, 10.29 di ERA in 3 partite di cui una da partente (7.0 inning).

### Colorado Rockies (2013)
Nell'unica stagione disputata con i Colorado Rockies, McHugh chiuse con nessuna vittoria e 3 sconfitte, 9.95 di media in 4 partite, tutte da partente (19.0 inning).

### Houston Astros (2014-2019)
Il 18 dicembre 2013, gli Houston Astros prelevarono McHugh dalla lista trasferimenti dei Rockies. Nel 2017 la squadra batté i Los Angeles Dodgers nelle World Series 2017, conquistando il primo titolo in 56 anni di storia.
Terminata la stagione 2019, McHugh divenne free agent.

### Boston Red Sox (2020)
Il 5 marzo 2020, McHugh firmò un contratto valido un anno con i Boston Red Sox. Il 19 luglio 2020, la franchigia annunciò che McHugh non avrebbe disputato la stagione 2020 per problemi al gomito destro. Divenne free agent a fine stagione.

### Tampa Bay Rays e Atlanta Braves (2021-)
Il 12 febbraio 2021, McHugh firmò un contratto annuale del valore di 1.8 milioni di dollari con i Tampa Bay Rays. Il contratto venne ufficializzato il 21 febbraio, dopo le visite mediche eseguite dal giocatore. Divenne free agent a fine stagione, con la scadenza del contratto stipulato.
Il 15 marzo 2022, McHugh firmò un contratto biennale dal valore complessivo di 10 milioni di dollari con gli Atlanta Braves, con inclusa un'opzione del club di 6 milioni per la terza stagione e una clausola di buyout di un milione.

## Carriera Internazionale
Il 29 ottobre 2018, McHugh venne convocato nella squadra dei MLB All-Stars in occasione degli MLB Japan All-Star Series 2018.

## Palmarès

### Club
- World Series: 1

Houston Astros: 2017

### Individuale
- Esordiente del mese dell'American League: 1

settembre 2014